# Menekratész (komédiaköltő)
Menekratész (?) görög komédiaköltő.
Az attikai komédiaköltő vígjátékai nem maradtak fenn, a Szuda-lexikon említi két mitológiai tárgyú komédiáját.